# Spanische Mannschaftsmeisterschaft im Schach 1968
Die spanische Mannschaftsmeisterschaft im Schach 1968 war die zwölfte Austragung dieses Wettbewerbs, diese wurde mit zwölf Mannschaften ausgetragen. Die Mannschaft von CA Schweppes Madrid (die bis 1967 als CA Chardenet Madrid antrat) gewann mit einem halben Punkt Vorsprung auf CE Espanyol Barcelona, während sich der Titelverteidiger CE Barcelona mit dem vierten Platz begnügen musste.
Zu den Mannschaftskadern siehe Mannschaftskader der spanischen Mannschaftsmeisterschaft im Schach 1968.

## Modus
Die zwölf teilnehmenden Mannschaften spielten ein einfaches Rundenturnier an vier Brettern. Über die Platzierung entschied zunächst die Anzahl der Brettpunkte (ein Punkt für einen Sieg, ein halber Punkt für ein Remis, kein Punkt für eine Niederlage), anschließend die Anzahl der Mannschaftspunkte (zwei Punkte für einen Sieg, ein Punkt für ein Unentschieden, kein Punkt für eine Niederlage).

## Termine und Spielort
Das Turnier wurde vom 1. bis 11. September in der Caja de Ahorros del Sureste de España in Murcia ausgetragen.

## Abschlusstabelle
| Pl. | Verein                            | Sp | G | U | V  | Brett-P.  | Mannsch.-P. |
| --- | --------------------------------- | -- | - | - | -- | --------- | ----------- |
| 01. | CA Schweppes Madrid               | 11 | 7 | 2 | 2  | 32,0:12,0 | 16:6        |
| 02. | CE Espanyol Barcelona             | 11 | 7 | 4 | 0  | 31,5:12,5 | 18:4        |
| 03. | RCD La Coruña                     | 11 | 8 | 2 | 1  | 28,5:15,5 | 18:4        |
| 04. | CE Barcelona (M)                  | 11 | 6 | 2 | 3  | 28,5:15,5 | 14:8        |
| 05. | UGA Barcelona                     | 11 | 8 | 2 | 1  | 28,0:16,0 | 18:4        |
| 06. | CA Gran Canaria Las Palmas        | 11 | 5 | 3 | 3  | 23,5:20,5 | 13:9        |
| 07. | C Remo Murcia                     | 11 | 3 | 3 | 5  | 19,0:25,0 | 9:13        |
| 08. | CA Circulo de Bellas Artes Madrid | 11 | 4 | 2 | 5  | 18,0:26,0 | 10:12       |
| 09. | CA Hogar Portuarios Valencia      | 11 | 2 | 3 | 6  | 17,5:26,5 | 7:15        |
| 10. | Real Madrid CF S.d.A.             | 11 | 2 | 2 | 7  | 15,5:28,5 | 6:16        |
| 11. | CA Alcoy                          | 11 | 1 | 1 | 9  | 12,5:31,5 | 3:19        |
| 12. | Asociación Sevillana              | 11 | 0 | 0 | 11 | 9,5:34,5  | 0:22        |

## Entscheidungen
|     | Spanischer Meister: CA Schweppes Madrid |
| (M) | Titelverteidiger                        |

## Kreuztabelle
| Ergebnisse | Ergebnisse                        | 01. | 02. | 03. | 04. | 05. | 06. | 07. | 08. | 09. | 10. | 11. | 12. |
| ---------- | --------------------------------- | --- | --- | --- | --- | --- | --- | --- | --- | --- | --- | --- | --- |
| 01.        | CA Schweppes Madrid               |     | 1½  | 2½  | 1½  | 2   | 4   | 2   | 3½  | 3½  | 3½  | 4   | 4   |
| 02.        | CE Espanyol Barcelona             | 2½  |     | 2   | 2   | 2   | 2   | 3½  | 4   | 3½  | 2½  | 4   | 3½  |
| 03.        | RCD La Coruña                     | 1½  | 2   |     | 2½  | 3   | 3   | 2   | 2½  | 2½  | 3½  | 3½  | 2½  |
| 04.        | CE Barcelona                      | 2½  | 2   | 1½  |     | 1½  | 1½  | 3½  | 2   | 3   | 3½  | 3½  | 4   |
| 05.        | UGA Barcelona                     | 2   | 2   | 1   | 2½  |     | 2½  | 3   | 3   | 3½  | 3   | 3   | 2½  |
| 06.        | CA Gran Canaria Las Palmas        | 0   | 2   | 1   | 2½  | 1½  |     | 2½  | 4   | 2   | 2   | 2½  | 3½  |
| 07.        | C Remo Murcia                     | 2   | ½   | 2   | ½   | 1   | 1½  |     | 1   | 2   | 3   | 3   | 2½  |
| 08.        | CA Circulo de Bellas Artes Madrid | ½   | 0   | 1½  | 2   | 1   | 0   | 3   |     | 2½  | 2   | 2½  | 3   |
| 09.        | CA Hogar Portuarios Valencia      | ½   | ½   | 1½  | 1   | ½   | 2   | 2   | 1½  |     | 3   | 2   | 3   |
| 10.        | Real Madrid CF S.d.A.             | ½   | 1½  | ½   | ½   | 1   | 2   | 1   | 2   | 1   |     | 2½  | 3   |
| 11.        | CA Alcoy                          | 0   | 0   | ½   | ½   | 1   | 1½  | 1   | 1½  | 2   | 1½  |     | 3   |
| 12.        | Asociación Sevillana              | 0   | ½   | 1½  | 0   | 1½  | ½   | 1½  | 1   | 1   | 1   | 1   |     |

## Die Meistermannschaft
| 1.            | CA Schweppes Madrid |
| Schachfiguren | Román Torán Albero, Fernando Visier Segovia, Eduardo Franco Raymundo, Fernando Rubio Aguado, Ramón Cué González, José Luis Fernández González. |